# 기독교타임즈
기독교타임즈(The Christian Times)는 1889년 5월 선교사 헨리 아펜젤러가 창간한 「교회」지와 1897년 한국 최초의 주간신문 「조선그리스도인회보」에 뿌리를 두고 있는 기독교계통의 신문이다. 「감리교회보」 「그리스도회보」 「감리회보」 「감리교생활」등으로 제호를 변경해 오다가 1995년 「기독교타임즈」로 제호를 변경했다. 2000년 12월에는 「기독교타임즈」의 첫 인터넷 뉴스페이지 www.gamly.com을 개설한 뒤 2004년부터 www.kmctimes.com 도메인을 사용해오다가 기독교대한감리회유지재단에서 법인을 독립하면서 2021년 1월 도메인을 www.kmctimes.co.kr로 변경했다. 기독교타임즈주식회사 소속으로 사옥은 서울 중구 태평로1가에 있다.